# Bermuda TifWay 419
A Bermuda TifWay 419 é uma grama para uso esportivo, sendo uma grama-bermuda híbrida (Cynodon dactylon x C. transvaalensis) que apresenta alta resistência ao pisoteio e rápida recuperação após ocorrência de dano. Com folhas de textura fina, tem um crescimento vertical médio e lateral intenso, formando um gramado denso. A TifWay 419 tem sido a mais popular grama esportiva dos últimos quarenta anos nos EUA e em várias partes do mundo.

## Aplicação

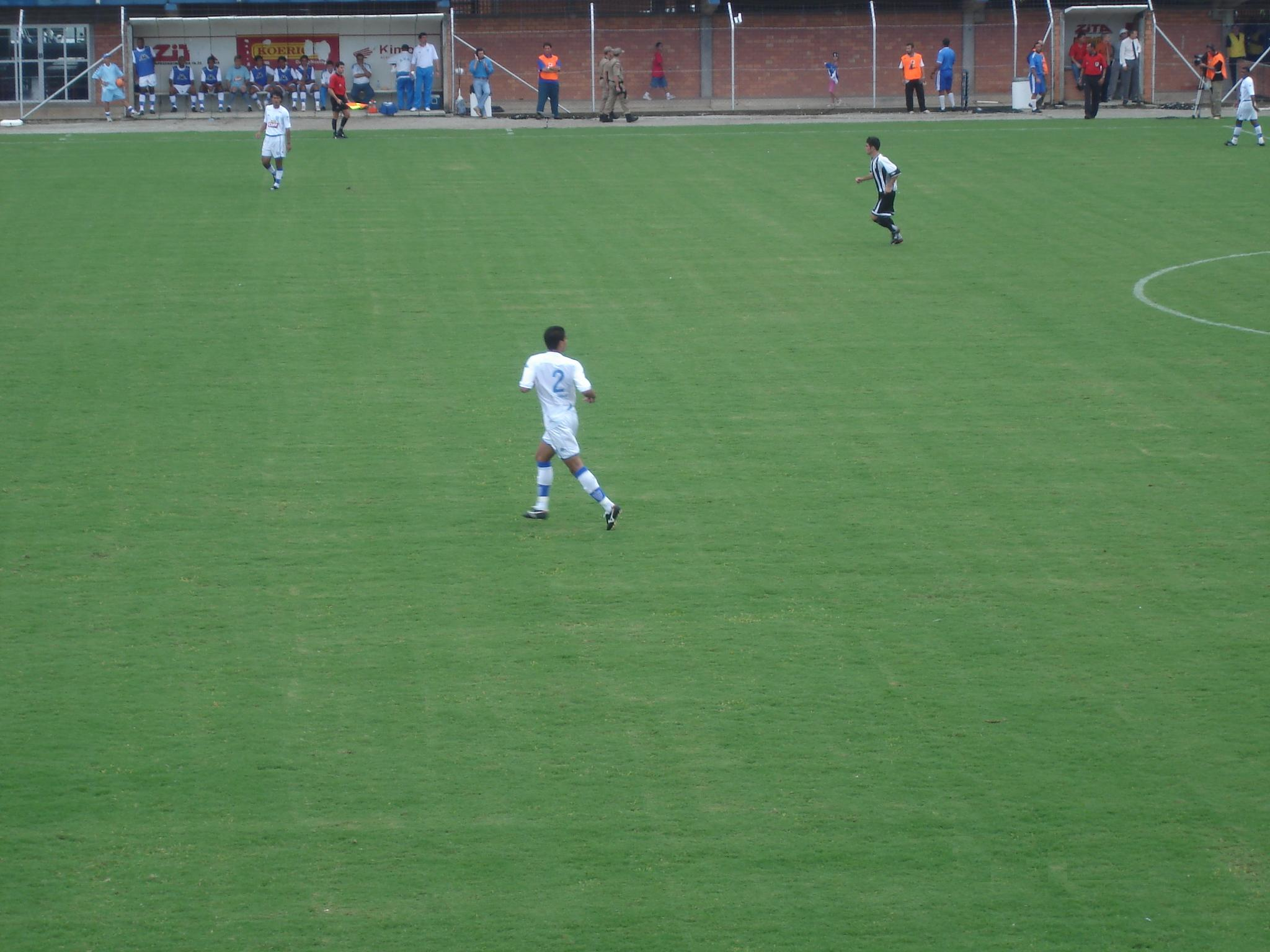
Gramado da Ressacada.

Campos de Golfe (Tees, Fairways e Roughs), Futebol, Pólo e campos esportivos em geral.
Um uso frequente no Brasil são os estádios de futebol, como por exemplo o estádio da Ressacada do Avaí Futebol Clube de Florianópolis, Na Arena das Dunas em Natal (Rio Grande do Norte), na  Arena Pantanal, em Cuiabá, no Estádio Major Antônio Couto Pereira do Coritiba e na Arena Pernambuco, que sediaram jogos da Copa das Confederações de 2013 e da Copa do Mundo FIFA de 2014.

## Características
Grama de clima quente que melhor se adapta a partir da latitude 45° até a latitude 0° (Equador). Entra em dormência após algumas geadas e recupera-se rapidamente quando a temperatura aquece mesmo no inverno. Gramados saudáveis suportam facilmente temperaturas de até 40º.

## Resistência a Secas
Facilmente resistente a secas, 25 mm a 40 mm de água por semana são suficientes para um bom desenvolvimento do gramado. Tifway 419 sobrevive a até 12 mm de irrigação semanal, dependendo do tipo do solo.

## Tolerância a pisoteio
Tifway 419 tem a melhor recuperação de todas as gramas de clima quente. Regenera-se vigorosamente após a ocorrência do dano mecânico.

## Resistência
A ervas Daninhas Tifway 419 tem um crescimento denso quando propriamente mantida, competirá eficientemente contra a presença de inços. Tolera aplicações de herbicidas seletivos.

## Tolerância a Insetos
A Tifway demonstra boa tolerância a danos causados por insetos. Rápida recuperação após tratamento de controle.

## Estabelecimento
É uma grama híbrida (sementes estéreis), de rápido estabelecimento por estolões, mudas ou placas (leivas).